# FK Dukla Prag
FK Dukla Prag (tjekkisk: FK Dukla Praha) er en tjekkisk fodboldklub beliggende i Dejvice-området i Prag. Den spiller i øjeblikket i den tjekkiske nationale fodboldliga.
Klubben spillede i lokale konkurrencer mellem 2001 og 2007, hvor den fik adgang til landets anden liga. En fire-årig periode i den anden liga fulgte, og kulminerede med, at klubben vandt ligaen i 2011 og blev rykket op til den tjekkiske første liga, hvor den forblev indtil nedrykning i 2019.

## Historie
Klubben blev grundlagt i 1958 som FK Dukla Dejvice og avancerede til Pragmesterskabet i sæsonen 1983-84. Før 2001 var klubbens bedste afslutning i en sæson blevet nummer to i Pragmesterskabet i sæsonen 1984-85. I 2001 blev klubben kendt som FK Dukla Prag, men ikke den juridiske efterfølger af det oprindelige Dukla Prag-hold, som var fusioneret i 1996 for endelig at blive 1. FK Příbram.

## Stadion
Dukla spiller hjemmekampe på Stadion Juliska i Dejvice-området i Prag. Af og til har klubben brugt andre stadioner, for eksempel brugte Dukla i 2011 det nærliggende Stadion Evžena Rošického til to kampe på grund af ombygningsarbejde på Juliska.